# 1 907 (nombre)
« Mille neuf cent sept » redirige ici.  Pour l'année, voir 1907.
1 907 (mille neuf cent sept) est l'entier naturel, écrit dans le système décimal (base dix), qui suit 1 906 et qui précède 1 908.

## En mathématiques
1 907 est :
- un nombre premier sûr, c'est-à-dire un nombre premier de la forme « 2p + 1 », où « p » est lui-même un nombre premier, à savoir, 953.

## Dans d'autres domaines
Mille neuf cent sept est aussi :
- Années historiques : -1907, 1907.
- Odonyme : Rue du 17e de ligne 1907[1]